# Pedro Eiras
Pedro Eiras (Porto, 24 de Maio de 1975) é um escritor português. É professor de Literatura Portuguesa na Faculdade de Letras da Universidade do Porto, investigador do Instituto de Literatura Comparada Margarida Losa e membro da rede internacional de pesquisa LyraCompoetics.

## Outros dados: textos literários
No Brasil, publicou Um Forte Cheiro a Maçã seguido de Uma Carta a Cassandra (Oficina Raquel, 2008), Os Três Desejos de Octávio C. (Oficina Raquel, 2012), Um Punhado de Terra e outras peças (Moinhos, 2019), Inferno (Assírio & Alvim Brasil), Regras para a Direcção do Espírito (Macondo, 2022), Purgatório e Paraíso (Assírio & Alvim Brasil, 2023). 
Em França, foi publicada Une Forte Odeur de Pomme (Um Forte Cheiro a Maçã), trad. Alexandra Moreira da Silva, Les Solitaires Intempestifs (2005), peça difundida pela rádio France Culture.  
Em Itália, foi editado Bach, trad. Michela Graziani, Il Ramo e la Foglia (2022).     
Na Catalunha, saiu a plaquette Breu Explicació del Contracte Social i altres poemes (Breve Explicação do Contrato Social e outros poemas), trad. Josep Domènech Ponsatí, Petits Furts (2022). 
Na Roménia, publicou Scrisoare Către Casandra (Uma Carta a Cassandra), trad. Ana-Maria Mihăilescu, editada no volume Teatru Portughez Contemporan e lida em Brasov (2007). 
Vários dos seus poemas foram traduzidos em catalão, crioulo de Cabo Verde, espanhol, inglês, italiano, mirandês, polaco, e publicados em diversas revistas. 
As suas peças têm sido encenadas, lidas, e apresentadas em Portugal, Bélgica, Brasil, Bulgária, Cabo Verde, Espanha, França, Grécia, Eslováquia, Roménia. Destacam-se as seguintes encenações: Une Lettre à Cassandre (Uma Carta a Cassandra) por David Strosberg, Théâtre Les Tanneurs, Bélgica, 2013; ПИСМО ДО КАСАНДРА (Uma Carta a Cassandra) por Ivan Urumov, Teatro «Exército da Bulgária», Sófia, 2016; Um Forte Cheiro a Maçã, por Pedro Giestas e Tiago Fernandes, Companhia de Actores, Teatro Municipal Amélia Rey Colaço, Lisboa, 2018.
Tem desenvolvido colaborações com os artistas António Gonçalves, Avelino Sá, Bárbara Fonte, Graciela Machado, Pedro Proença.
Traduziu livros de Antonin Artaud, Edmond Jabès, Paul Claudel.
Com o livro de poesia Inferno, ganhou o Prémio Literário António Cabral em 2021. Foi finalista do Prémio Oceanos com Inferno, semi-finalista com Purgatório e finalista com Paraíso.

## Outros dados: ensaios
Coordenou os volumes Viagem do Século XX em José Gomes Ferreira (com Isabel Pires de Lima e Rosa Maria Martelo, 2002), Jovens Ensaístas Lêem Jovens Poetas (2008) e Ofício Múltiplo. Poetas em outras artes (com Joana Matos Frias e Rosa Maria Martelo, 2017). Editou diversos libretos Materiais para o Fim do Mundo e Materiais para a Salvação do Mundo, publicados on line pelo Instituto de Literatura Comparada Margarida Losa.
Traduziu livros de Germaine Dulac, Jean-Luc Nancy, Jean Moréas, Pascal Quignard, Victor Hugo, e (com Rosa Maria Martelo) Stéphane Mallarmé.
No Brasil, publicou Substâncias Perigosas, Casa da Palavra (2012) e Platão no Rolls-Royce (2023).
Com Esquecer Fausto. A fragmentação do sujeito em Raul Brandão, Fernando Pessoa, Herberto Helder e Maria Gabriela Llansol, ganhou o Prémio Prémio PEN Clube Português de Ensaio referente a obras publicadas em 2005.